# Distancia de rescate
Distancia de rescate is een internationaal geproduceerde film, geschreven en geregisseerd door Claudia Llosa. De film is gebaseerd op de gelijknamige roman uit 2014 van de Argentijnse schrijfster Samanta Schweblin. 
De film ging op 20 september 2021 in première op het Filmfestival van San Sebastián.

## Verhaal
Gebaseerd op de internationaal geprezen roman van Samanta Schweblin, vertelt de film het verhaal van een jonge stervende vrouw. Naast haar zit een jongen. Samen vertellen ze een verhaal over gebroken zielen, een onzichtbare dreiging en de macht en wanhoop van familie.

## Rolverdeling
| Acteur                      | Personage    |
| --------------------------- | ------------ |
| María Valverde              | Amanda       |
| Dolores Fonzi               | Carola       |
| Guillermo Pfening           | Marco        |
| Germán Palacios             | Omar         |
| Emilio Vodanovich           | David        |
| Guillermina Sorribes Liotta | Nina         |
| Marcelo Michinaux           | David        |
| Macarena Barros Montero     | Mamá de Nena |

## Productie
In december 2018 werd bekendgemaakt dat begin 2019 begonnen zou worden met de productie van de film. De film zou gebaseerd zijn op het boek Distancia de rescate van de Argentijnse schrijfster Samanta Schweblin, en geregisseerd worden door Claudia Llosa, naar een script dat ze samen schreef met Samanta Schweblin. Het wordt de eerste Netflix-film geregisseerd door een Peruviaanse regisseur.

## Release
De film ging in september 2021 in première op het Filmfestival van San Sebastián, waar de film deelnam aan de internationale competitie om de Gouden Schelp. Het is de eerste keer dat Claudia Llosa deelnam aan de internationale competitie op het festival.

## Ontvangst

### Prijzen en nominaties
| Jaar | Evenement                    | Categorie     | Genomineerde         | Resultaat   |
| ---- | ---------------------------- | ------------- | -------------------- | ----------- |
| 2021 | San Sebastián (69ste editie) | Gouden Schelp | Distancia de rescate | Genomineerd |